# Privaatrecht
Het privaatrecht geeft regels ten aanzien van de verhoudingen tussen de burgers onderling (natuurlijke en rechtspersonen). Het is de tegenhanger van het publiekrecht, dat de verhouding regelt tussen burgers en overheden of tussen overheden onderling. 
Deze summa divisio van het recht gaat terug op het Romeins recht. Ze wordt uitgelegd door Ulpianus aan het begin van de Digesten (1.1.2), en in mindere mate door Gaius in de Instituten (1.1.4). Nochtans was het onderscheid voor Romeinse juristen niet zo belangrijk. Het is voornamelijk vanaf de 17e eeuw dat Europese rechtsgeleerden het verschil tussen openbaar en privaat belang zijn gaan benadrukken en zo de tweedeling op het voorplan plaatsten.
De lijn tussen privaat- en publiekrecht is niet altijd zuiver te trekken. Zo wordt het strafrecht doorgaans als een tak van het publiekrecht gezien, maar bevat het ook privaatrechtelijke elementen. In de middeleeuwen waren die zelfs overwegend: het bedrag om de bloedwraak af te kopen van de familie van het slachtoffer was hoger dan de boete die aan de vorst verschuldigd was voor het verstoren van de orde.
In het privaatrecht hebben de rechtsonderhorigen meer autonomie. Doorgaans worden privaatrechtelijke geschillen pas aan de rechter voorgelegd op initiatief van een der partijen, terwijl het publiekrecht ambtshalve wordt toegepast. Ook is het onderscheid vaak maatgevend voor welke instantie bevoegd is om geschillen te beslechten.
Het burgerlijk recht kan worden beschouwd als het gemeen recht binnen het privaatrecht. Daarnaast bestaan, naargelang het rechtsstelsel, bijzondere takken als het handelsrecht, het ondernemingsrecht, het consumentenrecht, het arbeidsrecht, enz. Ook het internationaal privaatrecht wordt tot het privaatrecht gerekend.
In Nederland is privaatrecht synoniem met civiel recht.
De common law van Engeland en Angelsaksische landen heeft veel langer dan continentale rechtsstelsels het onderscheid tussen privaat- en publiekrecht niet gemaakt. Pas in de 19e eeuw begonnen deze domeinen zich af te tekenen.

## Voetnoten
1. ↑  Randall Lesaffer, Inleiding tot de Europese rechtsgeschiedenis, 2008, p. 68
2. ↑  Robert Feenstra, Romeinsrechtelijke grondslagen van het Nederlands privaatrecht. Inleidende hoofdstukken, 1990, p. 3
3. 1 2  Dirk Heirbaut, Privaatrechtsgeschiedenis van de Romeinen tot heden, 2005, p. 35
4. ↑  Dirk Heirbaut, Privaatrechtsgeschiedenis van de Romeinen tot heden, 2005, p. 34
5. ↑  Privatrecht in: Historisch woordenboek van Zwitserland (versie 19 oktober 2010)

- Gemeinsame Normdatei: 4047304-1
- Historisch woordenboek van Zwitserland: 009607
- Nationale Bibliotheek van Letland: 000048346
- Bibliotheek van het Japanse parlement: 00570908
- Nationale Bibliotheek van Tsjechië: ph116221